# Sanduleak −69° 202
Sanduleak −69° 202 (ook SK -69 202 of CPD-69 402 genoemd) was een blauwe superreus (spectraalklasse B3 Ia) in de Grote Magelhaense Wolk aan de rand van de Tarantulanevel. Na het verschijnen van SN 1987A ontdekte men dat Sanduleak −69° 202 de ster was die geëxplodeerd was. Het was de dichtstbijzijnde waargenomen supernova sinds Supernova 1604, die in het Melkwegstelsel plaatsvond. 
Het is de eerste supernova waarvan de voorloper bekend was voor de explosie. Mogelijk was het een lichtsterke blauwe variabele. De ster was ontdekt in 1970 door Nicholas Sanduleak.
Vermoedelijk is Sanduleak −69° 202 nu een neutronenster of zelfs een quarkster.